# 霰粒腫
霰粒腫 （さんりゅうしゅ、Chalazion）とは、眼瞼(がんけん、目のまぶた)の病気の一種である。

## 症状など
まぶたの裏側が腫れ、時には赤くなる。通常、痛みやかゆみはない。美容的に悪くなることがある。
マイボーム腺の出口がつまり、中に分泌物がたまったもので、麦粒腫（ものもらい）と異なり、通常細菌感染を伴わない。霰粒腫に感染を伴ったものを急性霰粒腫と呼ぶ。

## 治療
霰粒腫に見られるまぶたのしこり（脂肪）に対し、抗生剤の点眼や軟膏は患部に対する直接の効果はないと言われている。しかし、自然治癒には時間がかかるため、細菌感染を起こし炎症を伴う場合（化膿性霰粒腫）手術を行い患部を切開し、溜まった脂肪を摘出を必要とする場合がある。ただし3歳以下の小児の場合、局部麻酔で摘出手術を行う大人と異なり、全身麻酔が必要となるため、摘出手術による副効果を忌避すべく抗生剤点眼やステロイド点眼、軟膏での治療を主に行う。霰粒腫によるまぶたの腫れ自体は細菌感染によるものであることが多いため、点眼や軟膏によって数日から一週間前後で改善が見られる。しかし、霰粒腫の根本的な原因は細菌感染ではないため、まぶたのしこり（脂肪）が消失するまで数ヶ月を要することもある。